# Rain, Steam and Speed – The Great Western Railway
Rain, Steam and Speed – the Great Western Railway (Regen, Dampf und Geschwindigkeit – die Great Western Railway) ist ein Ölgemälde des englischen Malers William Turner (1775–1851) aus dem 19. Jahrhundert. Das Gemälde wurde zuerst 1844 in der Royal Academy ausgestellt. Es befindet sich heute in der Sammlung der National Gallery in London.

## Das Motiv
Die Great Western Railway (GWR) war eine von mehreren privaten britischen Eisenbahngesellschaften, die zur Entwicklung des neuen Transportmittels gegründet worden waren. Ihr Ziel war es zunächst, Bristol mit London zu verbinden. Die Linie führte vom Londoner Bahnhof Paddington nach Taplow.

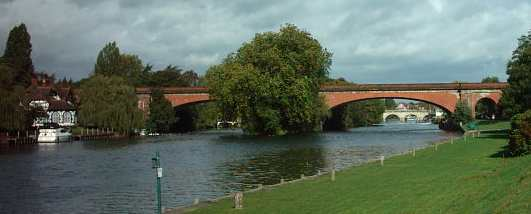
Eisenbahnbrücke Maidenhead

Weithin akzeptiert ist, dass es sich bei der auf dem Gemälde dargestellten Ort um die Eisenbahnbrücke Maidenhead (Maidenhead Railway Bridge) über die Themse zwischen den Orten Taplow und Maidenhead handelt. Der Blick ist ostwärts in Richtung London gewandt. Die Brücke wurde von Isambard Kingdom Brunel entworfen und 1839 eingeweiht.

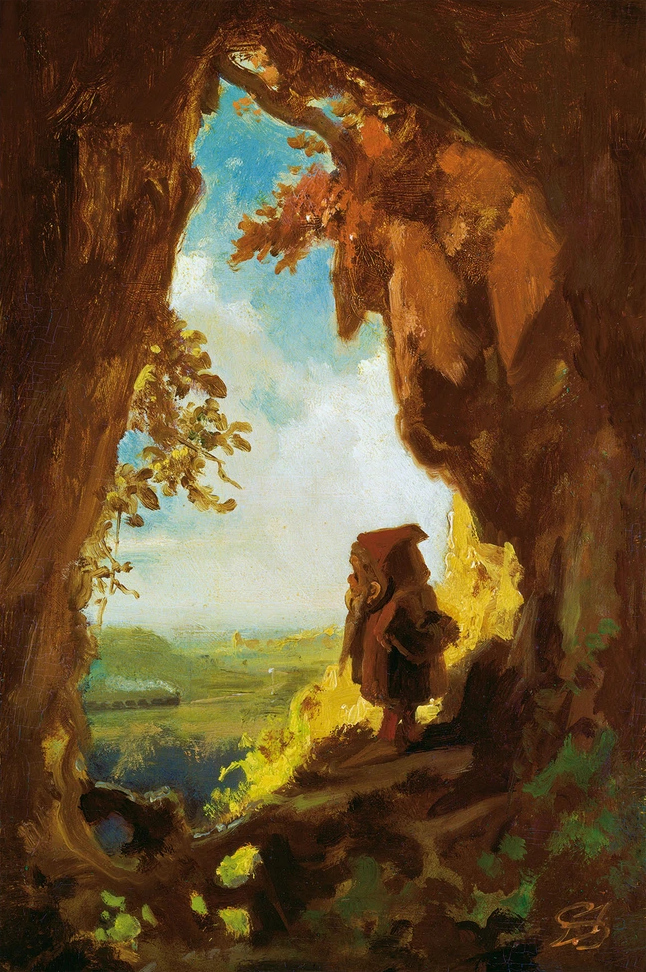
Gnom, Eisenbahn betrachtend, Gemälde von Carl Spitzweg, um 1848

In der sich meist idyllischeren Themen widmenden Landschaftsmalerei der Zeit (siehe nebenstehendes Gemälde von Carl Spitzweg) bildet Turners Werk eine Ausnahme, da darin Errungenschaften des Industriezeitalters – Steam and Speed, das heißt der Dampf der Dampfmaschine (Dampflokomotive) und neue höhere Transportgeschwindigkeiten – früh ihren künstlerischen Ausdruck finden.